# Thomas Jefferson Hogg
Thomas Jefferson Hogg (24 de mayo de 1792 – 27 de agosto de 1862) fue un biógrafo británico. 

## Biografía
Hijo de John Hogg, un caballero de Durham, asistió a la Escuela Durham y luego cursó sus estudios superiores en la Universidad de Oxford. Allí conoció a Percy Bysshe Shelley, quien luego se convertiría en su amigo durante toda su vida y en su biógrafo. Junto a Shelley publicó el panfleto The Necessity of Atheism, lo cual derivó en la expulsión de ambos de la universidad. Se cree que Shelley, quien no creía en la monogamia, quería que su esposa Mary Shelley comenzase una relación clandestina con Hogg, pero ella nunca accedió. 
La contribución de Hogg en 1832 a la revista de Bulwer Lytton New Monthly Magazine con su artículo "Reminiscences of Shelley", fue ampliamente halagada por la crítica. Como resultado, se le encargó escribir una biografía del poeta, la cual publicó en dos volúmenes, pero en una forma editada derivada del original. Este trabajo es probablemente único entre las biografías de Percy Shelley; ofrece un retrato vívido y creíble de él, pero no muestra una verdadera apreciación suya como poeta, ya que refleja la personalidad tanto humorísticamente excéntrica del autor como su prominencia, lo cual le da cierto sentido orientado al entretenimiento.
Otras obras de Hogg fueron Memoirs of Prince Alexy Haimatoff, y un libro de viajes, Two Hundred and Nine Days (1827). Contrajo matrimonio con la viuda de Edward Ellerker Williams, un amigo de Shelley que falleció ahogado junto a él en una excursión en velero por los mares italianos.

## Obras selectas
- Memoirs of Prince Alexy Haimatoff. 1813
- Two Hundred and Nine Days; or, The Journal of a Traveller on the Continent. 1827
- The Fine Arts of the Middle Ages. [Review of] (Histoire De L'art Par Les Monumens ... Par J.B.L. Séroux D'Agincourt.). 1831
- Shelley at Oxford. 1832
- The Life of Percy Bysshe Shelley. 1858